# Wiosenna bajka
Wiosenna bajka (ros. Весенняя сказка) – radziecki krókometrażowy film animowany z 1949 roku w reżyserii Wiktora Gromowa. 

## Obsada (głosy)
- Boris Czirkow jako narrator
- Jelena Tiapkina
- Gieorgij Millar
- Tatjana Pieltcer

## Animatorzy
Rienata Mirienkowa, Walentin Łałajanc, Jelizawieta Komowa, Tatjana Taranowicz, Łamis Briedis, Lidija Riezcowa, Faina Jepifanowa